# Pauline Wong
Pauline Wong (Vlaardingen, 23 november 1985) is een voormalig Nederlands tennisspeelster.
Op twaalfjarige leeftijd verhuisde Wong naar Enschede om school en tennis te combineren. In 2005 ging zij fulltime met tennis aan de slag. In 2009 kwam zij ook uit voor Nederland op de Fed Cup, waar zij in 2007 nog als reserve was geplaatst.
Haar jongere zus Marcella Wong speelde ook professioneel tennis.